# Anna Efverlund
Anna Efverlund, född 1950, är en svensk formgivare.
Anna Efverlund arbetade för Breger Design i Malmö på 1970-talet och formgav cyklar och mopeder i Brasilien. År 1980 kom hon till Ikea:s designavdelning där hon var verksam inom hela sortimentet, bland annat med textil och plast. Hon har även formgivit Ikea-varuhusens lekplats Småland och den restauranglösningen Circus Island.